# Turridrupa poppei
Turridrupa poppei is een slakkensoort uit de familie van de Turridae. De wetenschappelijke naam van de soort is voor het eerst geldig gepubliceerd in 2011 door Stahlschmidt & Fraussen.